# Opicina
Opicina (auch Villa Opicina; slowenisch Opčine, deutsch Optschinach; während des Faschismus Poggioreale del Carso) ist eine Fraktion der italienischen Gemeinde (comune) Triest in der Region Friaul-Julisch Venetien, die Stadt Triest liegt etwa 4 km südlich. Der Vorort liegt am Rande des Karstgebietes unweit der Grenze zu Slowenien. Die Bevölkerung zeichnet sich durch eine größere Minderheit von Slowenen aus.

## Geschichte

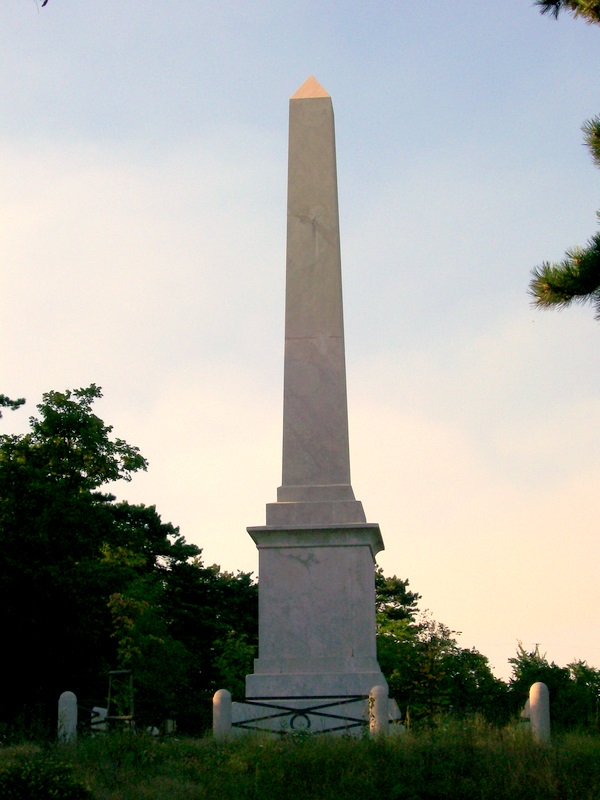
Franz I. gewidmeter Obelisk

Der Name Opicina stammt aus dem Keltischen und bedeutet Felsen. Opicina wurde zum ersten Mal unter dem Namen Optchena in Urkunden aus dem Jahre 1308 erwähnt. Ursprünglich mit einem eher ländlichen Charakter entwickelte sich die Ortschaft zu Beginn des 20. Jahrhunderts zu einem Handels- und Handwerkszentrum.
Opicina ist heute ein wichtiger Verkehrsknotenpunkt: Hier beginnt die Straße nach Ljubljana in Slowenien und nach Rijeka in Kroatien.
Eisenbahnmäßig erschlossen wurde diese Ortschaft 1857 von der Bahnstrecke Spielfeld-Straß–Triest (Verbindung Wien-Triest) und 1906 von der Karst-Bahn Nova Gorica - Triest CM.

## Sehenswürdigkeiten

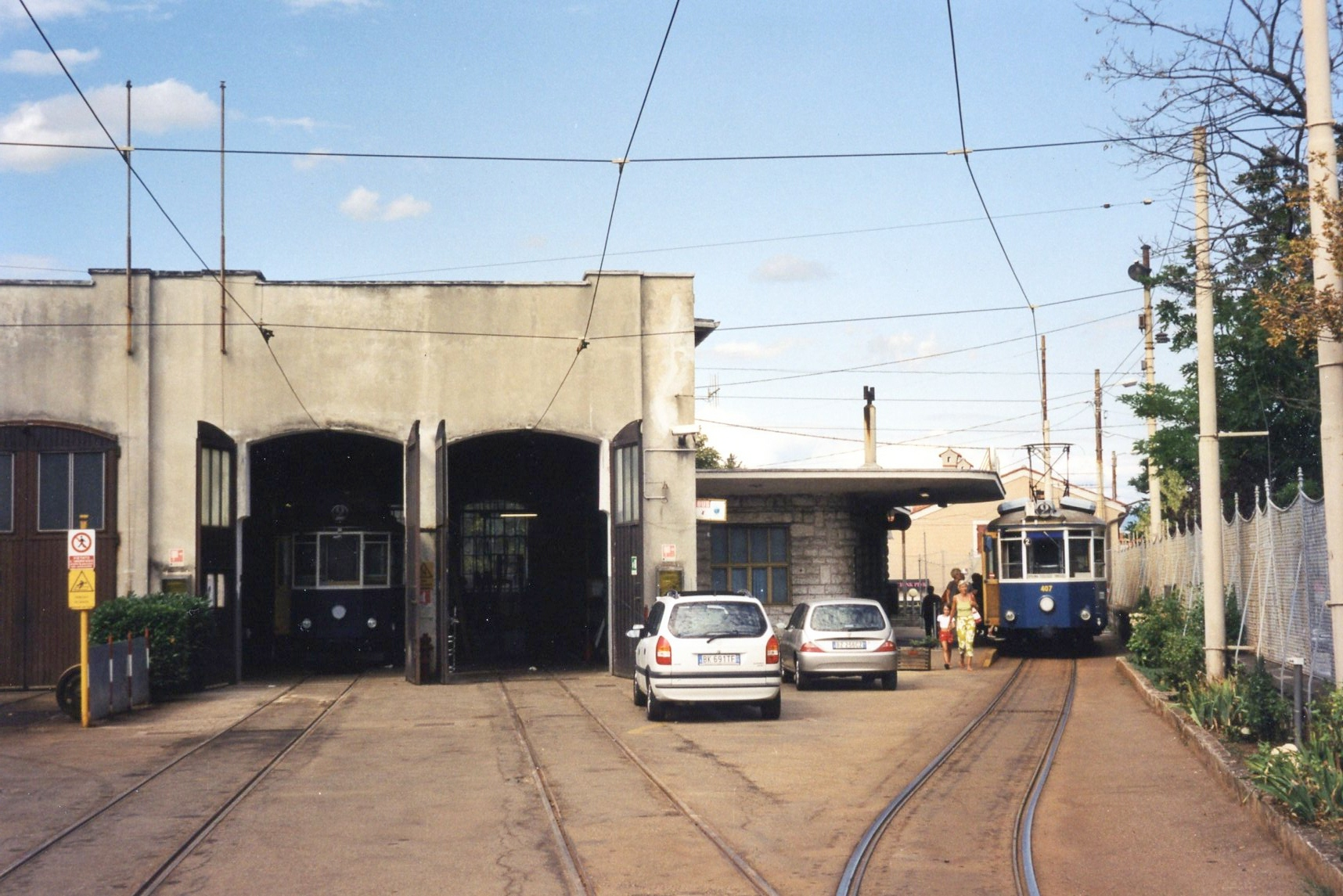
Endstation und Wagendepot in Opicina der Bahnstrecke Triest–Opicina

- Bahnstrecke Triest–Opicina: Opicina ist vor allem bekannt für die historisch bedeutsame und technisch außergewöhnliche, teilweise als Schienenseilbahn betriebene Lokalbahn, die 1902 eröffnet wurde und das Ortszentrum von Opicina mit der Piazza Oberdan in Triest verbindet. Ursprünglich hatte sie eine zentrale Bedeutung für die Erschließung des Hinterlandes von Triest. So beförderte die Bahn 1913 459.000 Fahrgäste, von denen ein Großteil der ansässigen Bevölkerung angehörte. Heute hat sie ihre Bedeutung als wichtiges Verkehrsmittel für die einheimische Bevölkerung verloren und ist nun vielmehr als Touristenattraktion auf hohe Subventionen angewiesen. Von den Triestinern aber immer noch hoch geschätzt, wird sie in zahlreichen italienischen und slowenischen Volksliedern besungen.

- Obelisk von Opicina: Diese Säule wurde im Jahre 1830 am Rande der Ortschaft zur Erinnerung an den Besuch von Kaiser Franz I. von Österreich und zum Andenken an die Eröffnung der Verbindungsstraße von Triest ins österreichische Hinterland errichtet. Von dem Obelisk aus genießt man den Blick über den Golf von Triest und die Hafenanlagen der Stadt, während man in der Ferne die Küste bis nach Muggia und Istrien verfolgen kann.

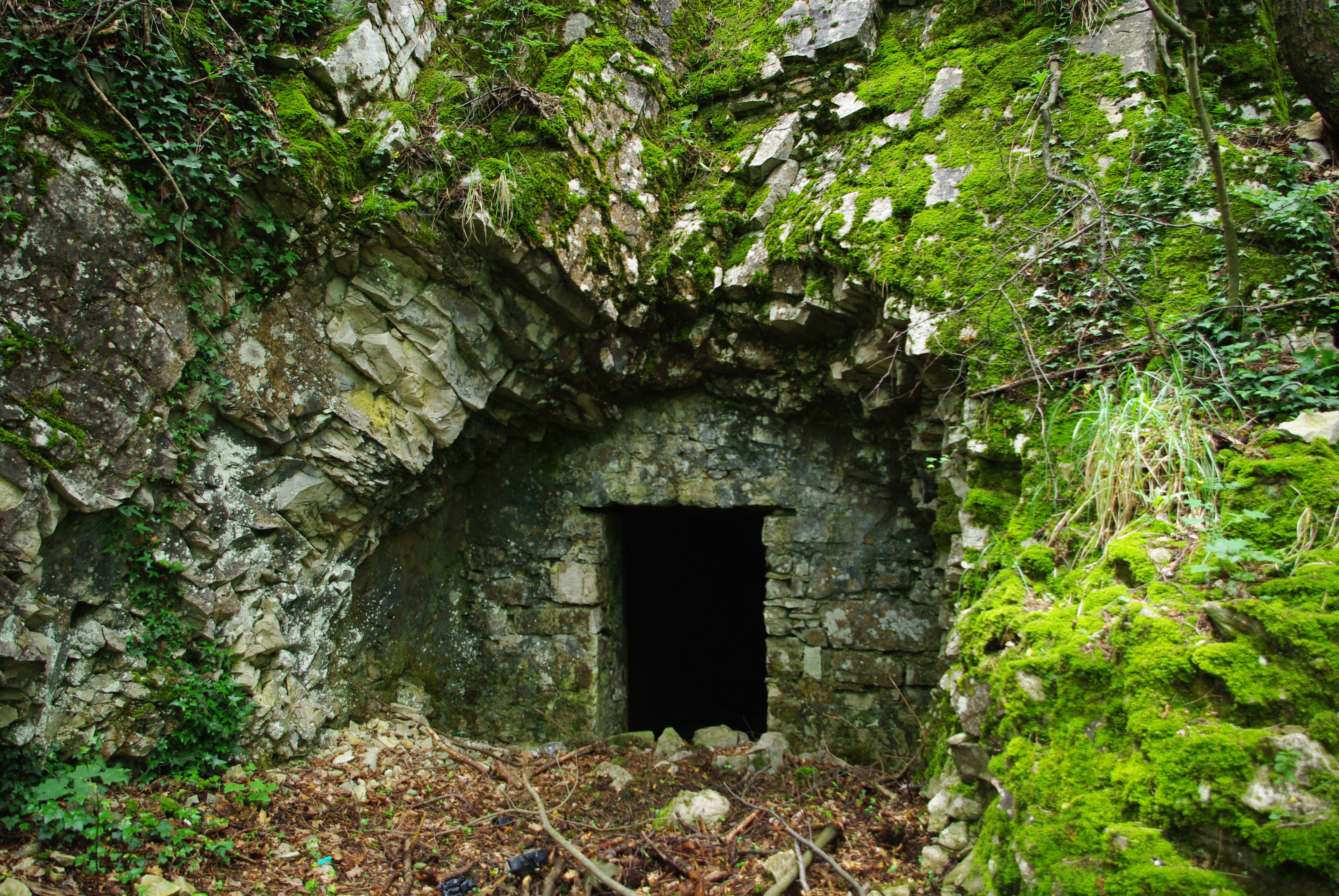
Bunker nahe Opicina

- San Bartolomeo: Die Kirche von Opicina befindet sich im Ortszentrum und ist dem Heiligen Bartholomäus geweiht.

### Söhne und Töchter des Ortes
Ivan Vidav (* 17. Januar 1918 in Opicina; † 6. Oktober 2015), Mathematiker